# Maurs
Maurs (okzitanisch: Maurç; der Ort selbst wird auch als Maurs-la-Jolie bezeichnet) ist eine Gemeinde in der französischen Region Auvergne-Rhône-Alpes mit 2131 Einwohnern (Stand 1. Januar 2022). Die Gemeinde gehört zum Département Cantal, zum Arrondissement Aurillac.

## Lage
Maurs liegt im Zentralmassiv am Rance, etwa 30 Kilometer südwestlich von Aurillac. Verkehrlich ist die Gemeinde durch die Route nationale 122 und durch die Bahnstrecke Figeac–Arvant mit Bahnhof erschlossen. Südöstlich des Ortes verläuft der Fluss Rance, in den einige Bäche im Gemeindegebiet einmünden.

## Geschichte
941 wurde der Ort erstmals urkundlich erwähnt.

### Bevölkerungsentwicklung
| Jahr                       | 1962 | 1968 | 1975 | 1982 | 1990 | 1999 | 2009 | 2016 |
| Einwohner                  | 2485 | 2535 | 2566 | 2426 | 2350 | 2253 | 2213 | 2164 |
| Quellen: Cassini und INSEE |      |      |      |      |      |      |      |      |

## Sehenswürdigkeiten
- Kirche St.-Sulpice (auch als Kirche St. Césaire bekannt, Monument historique)

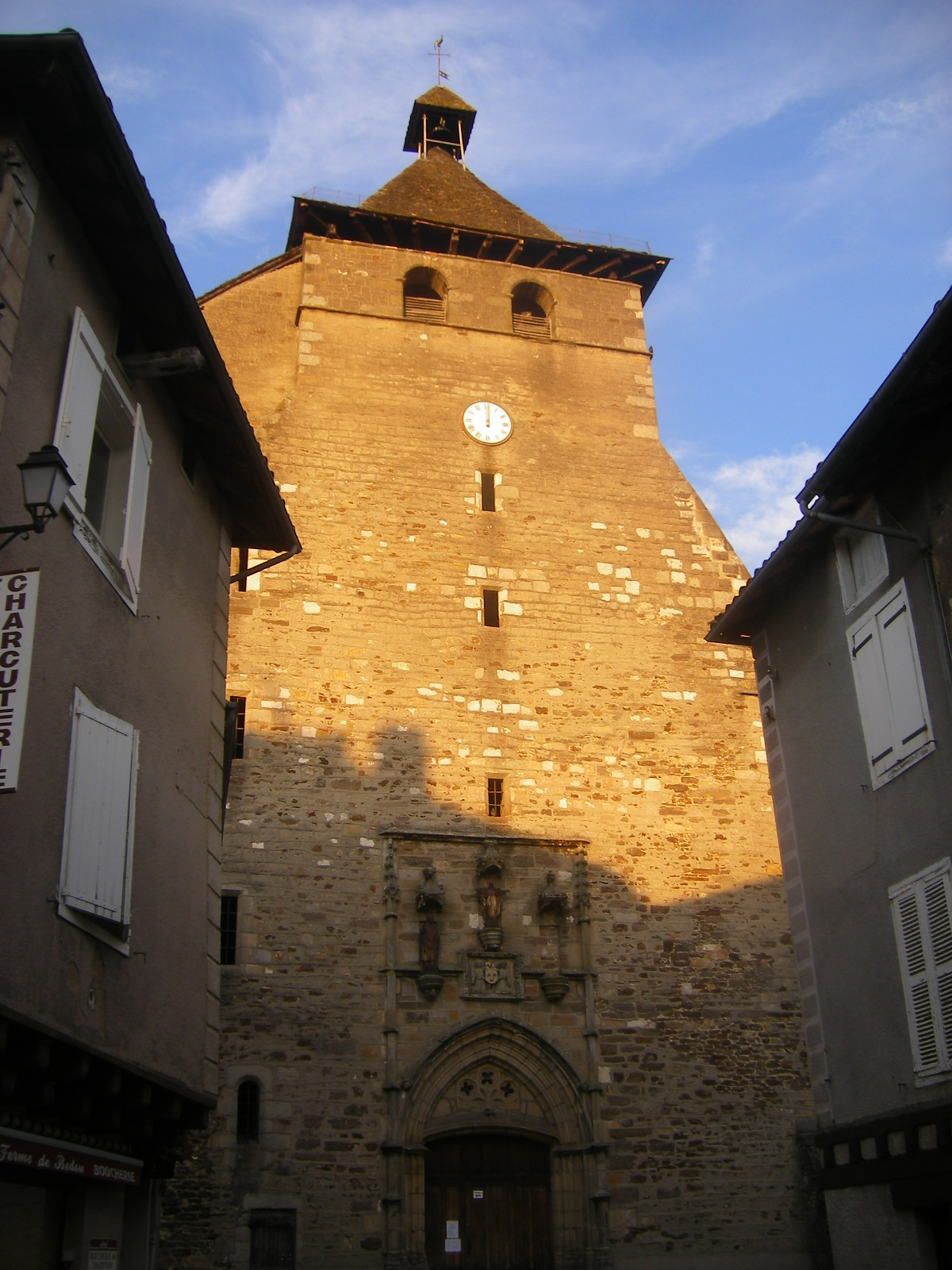
Kirche Saint-Sulpice

## Persönlichkeiten
- Fleur d’Issendolus (1300/1309–1347), katholischer Heiliger, Malteserritter

## Gemeindepartnerschaften
- Los Arcos in der nordspanischen Provinz Navarra

## Sport
Auf den Rundfahrten Paris–Nizza 2007 und Paris–Nizza 2010 sowie auf der Tour de France 2011 war Maurs Etappenort.